# Sumner County (Kansas)
Sumner County je okres ve státě Kansas v USA. K roku 2010 zde žilo 24 132 obyvatel. Správním městem okresu je Wellington. Celková rozloha okresu činí 3 069 km².